# Eva van Deursen
Eva van Deursen (* 21. Januar 1999 in Veldhoven) ist eine niederländische Fußballspielerin, die seit dem 11. Januar 2024 Vertragsspielerin des spanischen Erstligisten SD Eibar ist.

## Karriere

### Vereine
Deursen begann in ihrem Geburtsort beim dort ansässigen RKVVO Veldhoven mit dem Fußballspielen.
Von 2014 bis 2017 gehörte sie dem Centrum voor Topsport en Onderwijs (CTO), dem niederländischen Nachwuchsleistungszentrum in Eindhoven, an. In der Saison 2014/15 spielte sie für die Jugendmannschaft des PSV/FC Eindhoven, danach – mit der ab dem 1. Juli 2015 erfolgten Namensänderung – für die Jugendmannschaft des PSV Eindhoven.
Im Jahr 2018 begab sie sich in die Vereinigten Staaten, um an der Arizona State University in Phoenix ein Studium zu beginnen. Für deren Sport-Team, die Sun Devils bestritt sie bis Spielzeitende 2022 86 Meisterschaftsspiele in der Pacific-12 Conference, in denen sie 17 Tore erzielte. Nach ihrem Studium im Hauptfach Kinesiologie, das sie mit dem akademischen Grad Bachelor abschloss, wurde sie – am 5. Januar 2023 auf der Website von Bayer Leverkusen als Neuzugang vorgestellt – für die Rückrunde der Saison 2022/23 verpflichtet und mit einem bis zum 30. Juni 2024 datierten Vertrag ausgestattet. Ihr Pflichtspieldebüt gab sie vier Wochen später im Bundesligaheimspiel, das mit 0:2 gegen Werder Bremen verloren wurde. Ihr erstes Bundesligator erzielte sie am 30. September 2023 (2. Spieltag) beim 6:0-Sieg im Heimspiel gegen den Aufsteiger 1. FC Nürnberg mit dem Treffer zum Endstand in der 74. Minute.
Am 11. Januar 2024 wurde ihre Verpflichtung bis zum Saisonende 2023/24 (16. Juni 2024) auf der Website des SD Eibar öffentlich.

### Nationalmannschaft
Deursen spielte bereits im Jahr 2014 für die U15-Nachwuchsnationalmannschaft des KNVB. Nach den Einsätzen für die folgenden Altersklassen, beispielsweise am 15. März 2016 im EM-Qualifikationsspiel der U17-Nationalmannschaft beim 2:0-Sieg über die U17-Nationalmannschaft Finnlands, folgten stetig weitere. Für die U19-Nationalmannschaft bestritt sie die meisten Länderspiele und erzielte auch die meisten Tore. Mit ihr nahm sie an der vom 8. bis 20. August 2017 in Nordirland ausgetragenen Europameisterschaft teil und kam bereits im ersten Spiel der Gruppe B zum Einsatz. Für die U20-Nationalmannschaft bestritt sie sechs Länderspiele, in denen ihr ein Tor gelang – im Auftaktspiel der Gruppe A im Turnier um die U20-Weltmeisterschaft 2018 beim 2:1-Sieg über die U20-Nationalmannschaft Neuseelands mit dem Siegtreffer in der 78. Minute. Nach zwei weiteren Gruppenspielen, kam sie auch im Viertelfinale zum Einsatz, das mit 1:2 gegen die U20-Nationalmannschaft Englands verloren wurde. In der U23-Nationalmannschaft, für die sie am 30. Mai 2019 bei der 0:1-Niederlage gegen die U23-Nationalmannschaft Norwegens debütierte, wurde sie zuletzt im Jahr 2023 in drei Länderspielen eingesetzt.